# Ngen-kulliñ
Ngen-kulliñ son Ngen dueños de los animales, pertenecientes a la mitología mapuche.

## Descripción
Los Mapuches distinguen a los Ngen-kulliñ espíritus dueños de los animales, y entre ellos más específicamente a subtipos de Ngen, tales como los Ngen-üñëm, espíritus dueños de los pájaros silvestres. Es a ellos se les pide permiso para la caza.
Los espíritus antiguos, mandaron los animales y pájaros al Mapu (tierra), y  con ellos dejó a sus Ngen para que los cuidara. Toda la fauna silvestre que da vida a la naturaleza virgen, es conservada y protegida por estos Ngen. Estos últimos pueden adoptar también la forma de animales y pájaros, cuyos ruidos y cantos se suelen percibir a distancia. 